# Ligidium cavaticum
Ligidium cavaticum là một loài chân đều trong họ Ligiidae. Loài này được Borutzkii miêu tả khoa học năm 1950.